# Landtag (Österreich)
Landtage sind die Landesparlamente der neun österreichischen Bundesländer. Die Abgeordneten der Landtage werden in allgemeinen, gleichen, unmittelbaren, geheimen und persönlichen Wahlen aufgrund des Verhältniswahlrechts periodisch von den wahlberechtigten Staatsbürgern, die ihren Wohnsitz im jeweiligen Bundesland haben, gewählt. Der Landtag wählt wiederum die Landesregierung. Die stimmenstärkste Partei, genauer der mitgliederstärkste Landtagsklub, stellt üblicherweise, aber nicht zwingend, den Landeshauptmann.
Dem Landtag obliegt nach Artikel 15 Absatz 1 des Bundes-Verfassungsgesetzes in den Bereichen die Gesetzgebung, die nicht ausdrücklich dem Bund übertragen sind. Die Bundesverfassung weist allerdings dem Bund umfassende Kompetenzen zu. Als in der Praxis wichtigste Materien verbleiben den Landtagen hauptsächlich Baurecht, Kinder- und Jugendschutz, Natur- und Umweltschutz, Jagd, Fischerei, Landwirtschaft, Tourismus, öffentliche Wohlfahrt und Fürsorge und Landesabgaben.
Die Funktionsperiode des Landtages beträgt in Oberösterreich sechs, in allen anderen Ländern fünf Jahre.

## Kompetenzen

Der Landtag im politischen System der Länder

Die Gesetzgebungskompetenzen der Länder sind jene, die in der Bundesverfassung nicht ausdrücklich dem Bund zugeordnet sind. Der Landtag ist dementsprechend zuständig für die Gesetzgebung in folgenden Bereichen: Jugendschutz, Gemeindeorganisation, Organisation der Landesbehörden, Kindergartenwesen, Natur- und Landschaftsschutz, Baurecht, Raumplanung, Wohnbauförderung, Abwasser- und Abfallbeseitigung, Straßenwesen (ausgenommen Bundesstraßen), Grundverkehr mit land- und forstwirtschaftlichen Grundstücken, Ausländergrundverkehr, Getränkesteuer, Jagd und Fischerei, Sport-, Schischul- und Bergführerwesen, Sozialhilfe und Behindertenfürsorge, Sittlichkeitspolizei, Katastrophenhilfe und Rettungswesen, Kulturförderung, Landwirtschaftsförderung und Spitalswesen.
Dem Landtag obliegt vor allem auch die Landesverfassungsgesetzgebung; die Landesverfassung muss aber mit der Bundesverfassung in Einklang stehen. Bestehen in der Gesetzgebung Kompetenzstreitigkeiten zwischen Bund und Land, so ist der Verfassungsgerichtshof zur Entscheidung berufen. Einfaches Bundesrecht hat nicht automatisch Vorrang vor einfachem Landesrecht.

## Geschichte
Die Landtage der österreichischen Bundesländer haben ihren Ursprung in den Ständeversammlungen der habsburgischen Länder, die sich im 15. Jahrhundert überall dauerhaft etabliert hatten. Nach der Revolution von 1848 / 1849 aufgelöst, wurden die Landtage mit dem sogenannten Februarpatent 1861 in veränderter Gestalt wiederhergestellt und bestanden so bis 1918. Ein Teil der Mitglieder hatte seinen Sitz qua Amt oder Geburt, ein Teil der Abgeordneten wurde gewählt, wobei der Kreis der Wahlberechtigten sehr begrenzt blieb und Frauen grundsätzlich ausgeschlossen waren.
Seit Frühjahr 1919 werden die Landtage vom Landesvolk mittels Verhältniswahlrechts gewählt. Siehe dazu die Informationen zu den Wahlen in Niederösterreich, Oberösterreich, Salzburg, Steiermark, Tirol und Vorarlberg. Wegen der ungeklärten Südgrenze und teilweiser Besetzung des Landes durch südslawische Truppen konnte in Kärnten erst 1921 ein voll demokratisch gewählter Landtag entstehen.
Der Landtag des am 10. November 1920 aus Niederösterreich herausgelösten Landes Wien wurde am gleichen Tag durch die Bundesverfassung geschaffen und ist, ausgenommen die Vorsitzenden, mit dem Wiener Gemeinderat personenidentisch, der Landtag des im Laufe des Jahres 1921 zu Österreich gelangten Burgenlandes durch ein Verfassungsgesetz vom 25. Jänner 1921.
Die Bundesländer Wien und Niederösterreich hatten überdies vom 10. November 1920 bis zum 31. Dezember 1921 laut Verfassung zusätzlich einen gemeinsamen Landtag, der aber weitestgehend funktionslos blieb (siehe Trennungsgesetz).
Bis zum 30. Juni 2012 kam der Bundesregierung gegen Gesetzesbeschlüsse des Landtages ein suspensives (aufschiebendes) Veto zu; dieses konnte vom Landtag mittels Beharrungsbeschluss überwunden werden. Diese Regelung entsprach dem in der Bundesgesetzgebung dem Bundesrat gegenüber den meisten Beschlüssen des Nationalrates zukommenden Vetorecht. Die Abschaffung des Vetorechts der Bundesregierung entsprach einer Forderung der Länder und erfolgte im Rahmen der Verwaltungsgerichtsbarkeits-Novelle 2012 mit Wirkung vom 1. Juli 2012.

## Sitzverteilung in den Landtagen

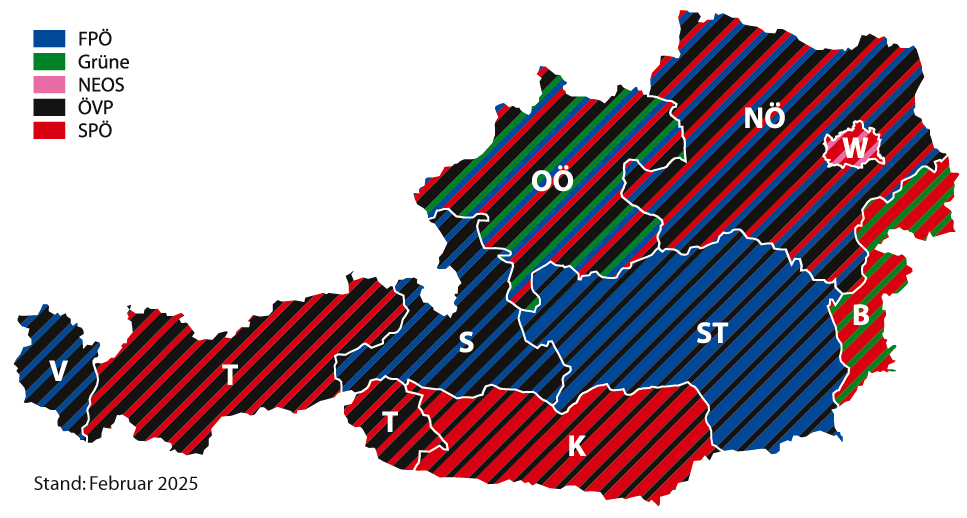
Regierende Parteien im Landtag

| Bundesland       | letzte Wahl | Sitze | ÖVP | SPÖ | FPÖ | Grüne | NEOS | KPÖ | Andere  | Wilde Abg. | Wahlperiode Jahre | nächste Wahl * |
| ---------------- | ----------- | ----- | --- | --- | --- | ----- | ---- | --- | ------- | ---------- | ----------------- | -------------- |
| Burgenland       | 2025        | 036   | 8   | 17  | 09  | 02    |      |     |         |            | 5                 | 2030           |
| Kärnten          | 2023        | 036   | 07  | 15  | 09  |       |      |     | TK 5    |            | 5                 | 2028           |
| Niederösterreich | 2023        | 056   | 23  | 12  | 14  | 04    | 03   |     |         |            | 5                 | 2028           |
| Oberösterreich   | 2021        | 056   | 22  | 11  | 11  | 07    | 02   |     | MFG 3   |            | 6                 | 2027           |
| Salzburg         | 2023        | 036   | 12  | 07  | 10  | 03    |      | 04  |         |            | 5                 | 2028           |
| Steiermark       | 2024        | 048   | 13  | 10  | 17  | 3     | 03   | 02  |         |            | 5                 | 2029           |
| Tirol            | 2022        | 036   | 14  | 07  | 07  | 03    | 02   |     | FRITZ 3 |            | 5                 | 2027           |
| Vorarlberg       | 2024        | 036   | 15  | 03  | 11  | 04    | 03   |     |         |            | 5                 | 2029           |
| Wien             | 2020        | 100   | 21  | 46  | 9   | 16    | 08   |     |         |            | 5                 | 2025           |
| Gesamt           | Gesamt      | 440   | 135 | 128 | 97  | 42    | 21   | 6   | 11      |            |                   |                |

Die regierenden Parteien sind fett hervorgehoben.